# گویسبورو
latitudeگویسبوروlongitudeگویسبورو
گویسبورو (به انگلیسی: Guisborough) یک شهرک در بریتانیا است که در انگلستان واقع شده‌است.

## خصوصیات
گویسبورو ۱۸٬۱۰۸ نفر جمعیت دارد.